# Jetmira Berdynaj Shala

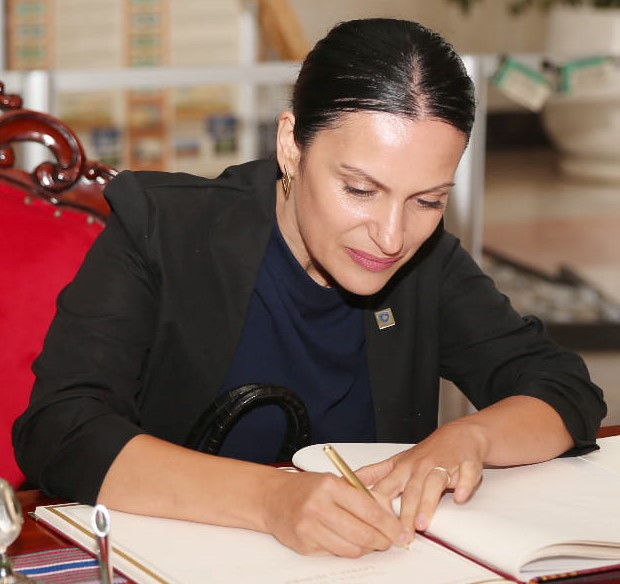
Jetmira Berdynaj Shala (2023)

Jetmira Berdynaj Shala ist eine kosovarische Diplomatin.

## Werdegang

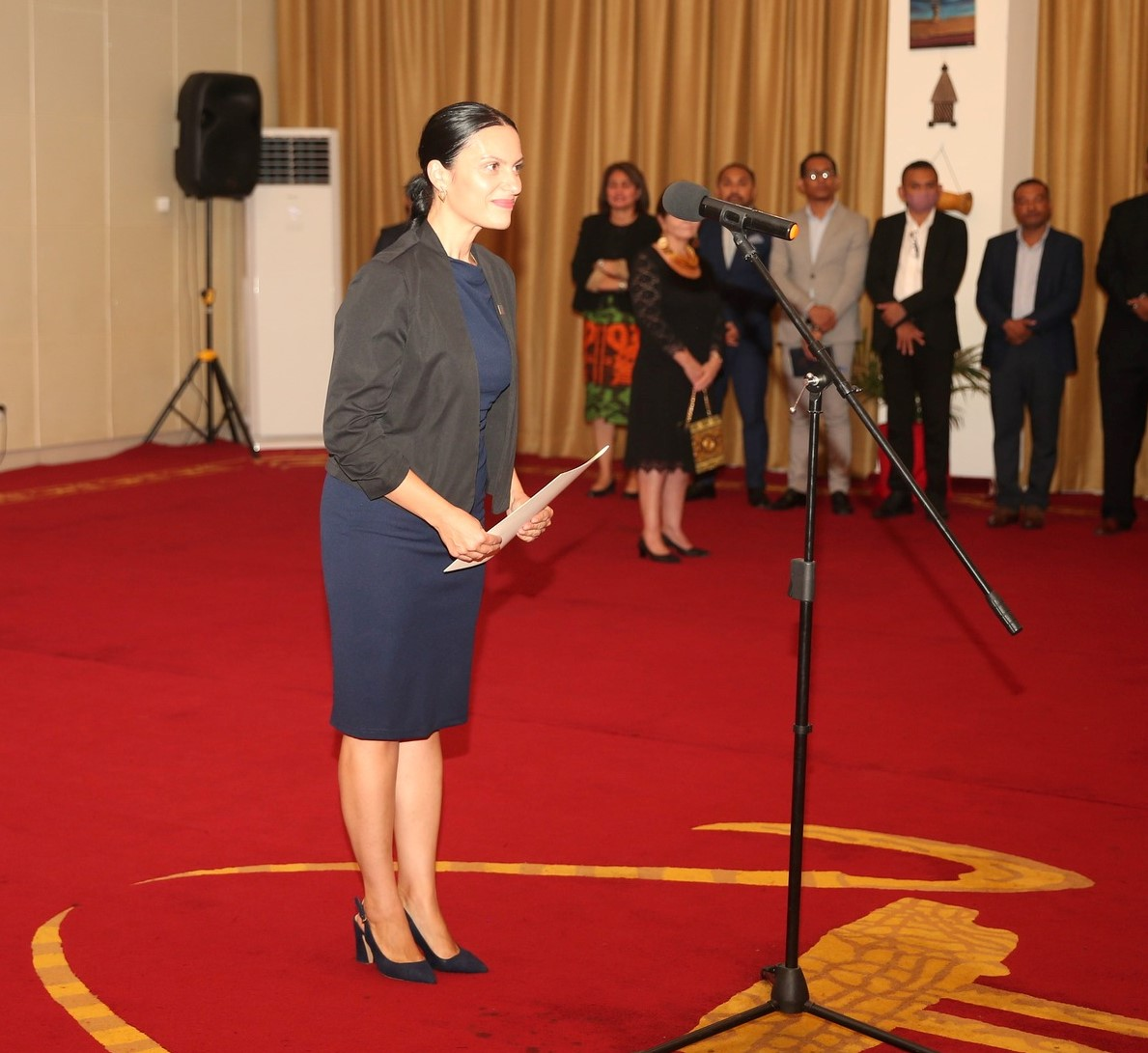
Shala bei der Übergabe ihrer Akkreditierung in Osttimor (2023)

Shala arbeitete von Oktober 2004 bis Mai 2008 als Beamtin im Büro des Premierministers des Kosovo. Bis Juli 2013 war sie Direktorin des Konsularamtes, bevor sie Konsulin des Kosovo in Istanbul (Türkei) wurde. Von August 2015 bis Dezember 2020 war Shala Konsulin an der kosovarischen Botschaft in Brüssel (Belgien). Im März 2021 kehrte sie an das Außenministerium in Pristina als Beamtin zurück und wurde dort im Januar 2022 Leiterin der Abteilung Rechtsfragen und Verträge. Im März 2022 wurde Shala zur Botschafterin des Kosovo in Canberra (Australien) ernannt. Ihr Amt trat sie zum 1. April an. Sie ist mit Zweitakkreditierung auch zuständig für Neuseeland, und Osttimor, wo sie am 1. Februar 2023 ihre Akkreditierung an Osttimors Präsidenten José Ramos-Horta übergab.